# Golop megállóhely
Golop megállóhely egy Borsod-Abaúj-Zemplén vármegyei vasúti megállóhely Tállya településen, a MÁV üzemeltetésében. A község északnyugati külterületei között helyezkedik el, a névadó Golop központjától bő másfél kilométerre, a 39-es főút és a 3711-es út találkozási pontjától néhány lépésre északnyugatra.

## Vasútvonalak
A megállóhelyet az alábbi vasútvonalak érintik:
- Szerencs–Hidasnémeti-vasútvonal

## Kapcsolódó állomások
A megállóhelyhez az alábbi állomások vannak a legközelebb:
- Tállya vasútállomás (Szerencs–Hidasnémeti-vasútvonal)
- Abaújszántói fürdő megállóhely (Szerencs–Hidasnémeti-vasútvonal)

## Forgalom
| Járat        | Útvonal                                                                    | Gyakoriság |
| ------------ | -------------------------------------------------------------------------- | ---------- |
| személyvonat | Szerencs – Mád – Rátka – Tállya – Golop – Abaújszántói fürdő – Abaújszántó | 2 óránként |